# CREW và viện Lưu trữ An ninh Quốc gia kiện Trump và Văn phòng Điều hành của Tổng thống
CREW và Cơ quan Lưu trữ An ninh Quốc gia kiện Trump và Văn phòng Điều hành của Tổng thống (tiếng Anh: Citizens for Responsibility and Ethics in Washington and National Security Archive v. Trump and EOP, No. 1:17-cv-01228 (D.D.C. 2017)) là một vụ kiện đang được thụ lý tại Tòa án quận Hoa Kỳ quận Columbia. Nguyên đơn là các nhóm giám sát Citizens for Responsibility and Ethics in Washington (CREW, tạm dịch "Công dân vì trách nhiệm và đạo đức ở Washington") và viện Lưu trữ An ninh Quốc gia đã cáo buộc các bị đơn gồm tổng thống Hoa Kỳ Donald Trump và nhóm công chức Văn phòng điều hành của Tổng thống Hoa Kỳ vi phạm Đạo luật Hồ sơ Tổng thống bởi vì đã xóa bỏ các tin nhắn điện tử trên Twitter và sử dụng các ứng dụng tin nhắn điện tử khác mà không lưu trữ hồ sơ.

## Bối cảnh
Tổ chức phi lợi nhuận Công dân vì trách nhiệm và đạo đức ở Washington (CREW) trước đó đã đệ trình một đơn kiện CREW v. Trump chống lại tổng thống Hoa Kỳ Donald Trump, đơn kiện trước đó cáo buộc rằng tổng thống Hoa Kỳ đã vi phạm hiến pháp Hoa Kỳ kể từ khi nhậm chức. Tổ chức nghiên cứu phi lợi nhuận Lưu trữ An ninh Quốc gia tại đại học George Washington là một kho lưu trữ các tài liệu Hoa Kỳ được giải mật không thuộc chính quyền liên bang Hoa Kỳ. Công dân vì trách nhiệm và đạo đức ở Washington (CREW) cùng với Lưu trữ An ninh Quốc gia được phép đại diện trong vụ kiện này thông qua các luật sư trực thuộc CREW và nhóm luật sư bên ngoài thuộc công ty luật đa quốc gia Baker McKenzie. Bộ Tư pháp Hoa Kỳ đại diện cho tổng thống Donald Trump.
Tổng thống Hoa Kỳ Donald Trump đã sử dụng Twitter như một phương tiện giao tiếp trong chiến dịch tranh cử của ông và cả trong nhiệm kỳ tổng thống, bao gồm các dòng trạng thái vào ngày nhậm chức. CREW tranh luận rằng việc xóa các dòng trạng thái là sự hủy hoại hồ sơ tổng thống, vi phạm Đạo luật Hồ sơ Tổng thống năm 1981.
Theo văn bản khiếu nại của vụ kiện:
Đây là một vụ kiện dân sự nhằm giải nghĩa, phán quyết và pháp lệnh tương trợ được đưa ra theo Đạo luật Hồ sơ Tổng thống, 44 U.S.C. §§ 2201–2209 ("PRA"); Đạo luật Phán quyết Tuyên bố, 28 U.S.C. §§ 2201 và 2202; Điều hai, mục ba Hiếp pháp Hoa Kỳ về áp đặt trách nhiệm cho tổng thống Hoa Kỳ một nghĩa vụ "hãy chú ý rằng luật pháp được thực thi trung thực"; những hành động thách thức của tổng thống cùng nội các của ông và Văn phòng điều hành của tổng thống Hoa Kỳ (EOP) (gọi chung là "các bị đơn") khi tìm cách lảng tránh sự minh bạch và trách nhiệm chính phủ.

## Cáo buộc
- Tổng thống Donald Trump xóa các dòng trạng thái là vi phạm Đạo luật Hồ sơ Tổng thống năm 1981.[5]
- Nhà Trắng đã sử dụng các ứng dụng tin nhắn được mã hóa và tự động xóa bỏ mà theo CREW cáo buộc can thiệp với các cơ quan liên bang khác nhằm thực thi nghĩa vụ lưu trữ hồ sơ liên bang của họ.[6]

## Thụ lý
Đơn kiện đã được đệ trình vào ngày 22 tháng 6 năm 2017. Một hồi đáp không có hiệu lực pháp lý cho đến ngày 6 tháng 10 năm 2017 khi chính quyền liên bang Hoa Kỳ đệ trình một kiến nghị yêu cầu bác bỏ vụ kiện. Ngày 20 tháng 3 năm 2018, thẩm phán Tòa án quận Hoa Kỳ Christopher Cooper ra phán quyết có lợi cho chính quyền liên bang Hoa Kỳ trong việc bác bỏ vụ kiện. Vụ kiện đang được thụ lý kháng cáo lên Tòa án phúc thẩm Hoa Kỳ khu vực quận Columbia.